# Epirrhoe effusa
Epirrhoe effusa är en fjärilsart som beskrevs av Müller 1930. Epirrhoe effusa ingår i släktet Epirrhoe och familjen mätare. Inga underarter finns listade i Catalogue of Life.